# The Devil Judge
The Devil Judge (em coreano: 악마 판사; Hanja: 惡魔 判 事; RR: Angmapansa) é uma telenovela sul-coreana estrelada por Ji Sung, Kim Min-jung, Park Jin-young e Park Gyu-young. Ele irá ao ar na tvN em junho de 2021. Uma adaptação para o webtoon também está em obras.

## Sinopse
Kang Yo-han é um juiz de primeira instância que pune os desonestos no tribunal sem misericórdia, transformando-o em um reality show, e por isso ganhou o apelido de "devil judge (juiz do diabo)"; no entanto, sua aura misteriosa esconde sua verdadeira identidade e ambições.

## Elenco

### Principal
- Ji Sung como Kang Yo-han
- Kim Min-jung como Jung Sun-ah

A maior rival de Kang Yo-han, ela nasceu em uma família de baixa renda, mas agora é a diretora executiva de uma fundação de responsabilidade social corporativa.
- Park Jin-young como Kim Ga-on

Um juiz associado que acredita na justiça.
- Park Gyu-young como Yoon Soo-hyun

Amiga de infância de Kim Ga-on, ela é uma detetive da polícia que tenta expor os segredos de Kang Yo-han.

### De apoio
- Jang Young-nam como Cha Kyung-hee[4]

Ela é a Ministra da Justiça, uma procuradora de elite ambiciosa com o objetivo de se tornar a Presidente da Coreia do Sul.

## Produção

### Desenvolvimento
A série é escrita por um ex-juiz.

### Pré-seleção
Em 9 de junho de 2020, foi relatado que Ji Sung havia recebido o papel principal de Kang Yo-han. Park Jin-young e Park Gyu-young juntaram-se à possível formação em agosto, enquanto a agência de Kim Min-jung confirmou que ela estava em negociações para estrelar o drama em 3 de dezembro. Os quatro protagonistas foram confirmados em 3 de fevereiro de 2021, tornando-se a segunda colaboração de Ji e Kim depois de estrelarem o drama médico New Heart (2007-08).